# دراگ (نوردفریسلاند)
دراگ (به آلمانی: Drage) یک شهر در آلمان است که در نوردفرایسلند واقع شده‌است. دراگ ۵۹۵ نفر جمعیت دارد.